# Nevermind
Nevermind är det amerikanska grungebandet Nirvanas andra studioalbum, släppt den 1 augusti 1991 via skivbolaget Geffen Records. Året efter att Nirvana (då bestående av Kurt Cobain, Krist Novoselic och Chad Channing) hade lanserat sitt debutalbum Bleach 1989, bestämde sig bandet för att trumslagaren Channing skulle lämna Nirvana och de tog istället in hardcorebandet Screams tidigare trumslagare, Dave Grohl. Cobain, som skrev de flesta låtarna på albumet, började nu arbeta med nytt låtmaterial och vid denna tid var han mycket influerad av R.E.M., The Smithereens och Pixies. Cobain ville skriva mer melodiska låtar och ett av de tidigaste exemplen på detta var singeln "Sliver", som Nirvana släppte innan Grohl gick med i bandet 1990. När Sub Pop fick finansiella problem i början av 1990-talet, bestämde sig Nirvana för att söka upp ett annat skivbolag och de blev snart signade av Geffen Records dotterbolag DGC Records. 
Det första inspelningstillfället för Nevermind (då kallat Sheep) skedde den 2–6 april 1990 i Smart Studios i Madison, Wisconsin med producenten Butch Vig. Efter att Cobain sjungit sönder sina stämband under inspelningen av "Lithium" fick inspelningssessionen avslutas tidigare än väntat. Innan huvudinspelningen av albumet påbörjades skickade Nirvana en demoutgivning till Vig, som innehöll vissa av låtarna som tidigare spelats in i Smart Studios men även låtar såsom "Come as You Are" och "Smells Like Teen Spirit", där Vig kände att särskilt den senare hade potential. Till en kostnad av $65 000 spelades Nevermind in i Sound City Studios i Van Nuys, Kalifornien den 2–19 maj 1991; det var från början tänkt att albumet skulle spelas in i mars till april 1991, men detta datum sköts upp eftersom bandet hade ångest inför att börja spela in Nevermind.
Nevermind blev en jättesuccé hos både recensenterna och allmänheten. Flera recensenter ansåg att det var detta album som gjorde alternativ rock till en mainstreamgenre i början av 1990-talet och efterfrågan på albumet gjorde att Geffen Records fick upphöra med all annan tryckning av sina andra album. Detta för att kunna skeppa ut nya exemplar av Nevermind. Albumet nådde som bäst plats 1 i USA, Kanada, Finland och Sverige samt nådde upp på topp 10 i länder såsom Storbritannien, Australien, Tyskland och Frankrike. Nevermind certifierades för diamant i mars 1999 i USA och har även nått upp till denna nivå i både Kanada och Frankrike. I Sverige har Nevermind certifierats för guld. Albumet kom på plats 17 på Rolling Stones lista "The 500 Greatest Albums of All Time" och på plats 32 på Billboards lista över de bästa albumen från 1990-talet. 2011, tjugo år efter albumets ursprungliga lansering, släpptes Nevermind i både en 20th Anniversary Deluxe Edition och en 20th Anniversary Limited Edition innehållande flera tidigare outgivna låtar av Nirvana.

## Bakgrund
Året efter att Nirvana (då bestående av Kurt Cobain, Krist Novoselic och Chad Channing) hade släppt sitt debutalbum Bleach via Sub Pop bestämde sig bandet för att trumslagaren Channing skulle lämna Nirvana. Bandet var i behov av en permanent trumslagare och när Cobain och Novoselic gick på en konsert där hardcorepunkbandet Scream uppträdde blev de imponerade av deras trumslagare Dave Grohl. Efter att Scream hade upplösts 1990 kontaktade Grohl Novoselic och han begav sig till Seattle, Washington. Väl där träffade Grohl både Novoselic och Cobain och han fick en permanent plats i Nirvana detta år. Novoselic har efteråt sagt att "vi visste efter två minuter att han var den rätte trumslagaren" och att så fort Grohl gick med i bandet "föll allt på plats".
Cobain började nu arbeta med nytt låtmaterial och vid denna tid lyssnade han mycket på R.E.M., The Smithereens och Pixies. Cobain kände att det musikaliskt tunga rocksound som vid tillfället var populärt i Seattle inte riktigt var vad han ville arbeta med och han bestämde sig istället för att skriva mer melodiska låtar. Ett av de tidigaste exemplen på detta var med singeln "Sliver", som släpptes innan Grohl gick med i bandet 1990 och som istället spelades in med Mudhoneys trumslagare Dan Peters. Cobain har sagt att han var tvungen att släppa en mer popinspirerad låt som singel för att på så sätt förbereda Nirvanas fans för vad som skulle komma härnäst. Grohl har sagt att vid denna tid jämförde Nirvana sina låtar med barnlåtar eftersom bandet försökte göra dem så enkla som möjligt.
I början av 1990-talet hade Sub Pop finansiella problem. När det började ryktas om att Sub Pop skulle bli ett dotterbolag åt ett annat större skivbolag bestämde sig Nirvana för att lämna Sub Pop och istället leta efter ett annat skivbolag som skulle kunna signa dem. Flera olika skivbolag var intresserade av Nirvana, men i slutändan bestämde de sig för Geffen Records dotterbolag DGC Records. Nirvana hade blivit rekommenderade detta av företaget Gold Mountain, som även hanterade Nirvanas idoler Sonic Youth och Kim Gordon.

## Inspelning och produktion

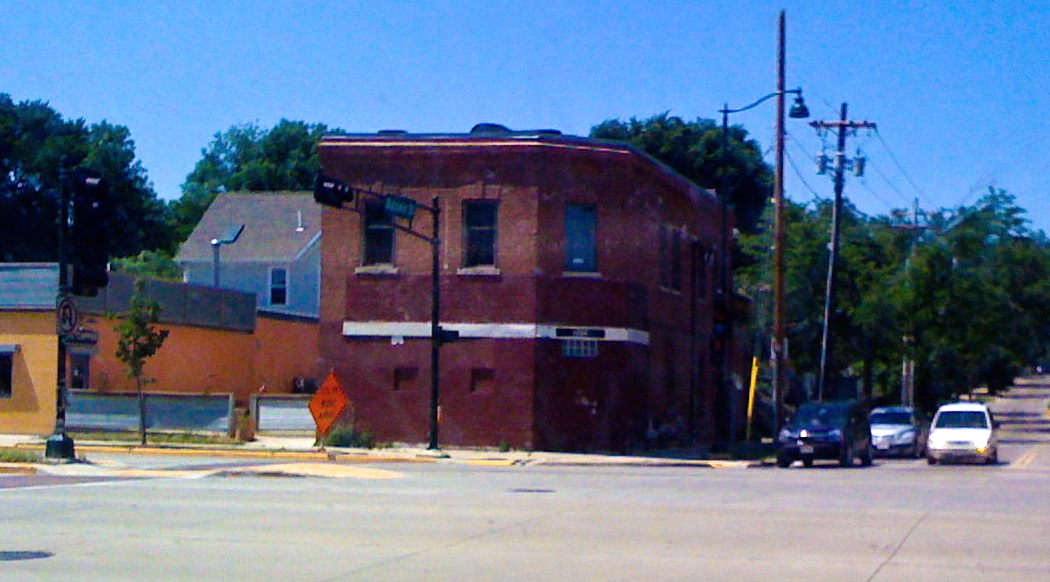
Den 2–6 april 1990 spelade Nirvana in åtta låtar i Smart Studios i Madison, Wisconsin, vilka låg till grund för inspelningen av Nevermind.

Tidigt under 1990 började Nirvana planera för sitt andra studioalbum för Sub Pop, där detta album vid tillfället gick under namnet Sheep. Den dåvarande chefen för skivbolaget, Bruce Pavitt, föreslog Butch Vig som en möjlig producent. Nirvana var imponerade av Vigs tidigare arbete med noiserockbandet Killdozer och de ringde upp honom för att säga att de ville att deras album skulle låta som det han hade producerat för Killdozer. Den 2 april 1990 begav sig Nirvana till Smart Studios i Madison, Wisconsin för att påbörja inspelningen av albumet. Nästan allt runtomkring låtarna var klart förutom låttexterna som Cobain fortfarande arbetade med och bandet var även osäkra på vilka låtar de ville spela in. Till slut spelades åtta låtar in: "Immodium" (senare omdöpt till "Breed"), "Dive", "In Bloom", "Pay to Play" (senare omdöpt till "Stay Away" och då med ny låttext), "Sappy", "Lithium", "Here She Comes Now" och "Polly". Det var från början tänkt att fler låtar skulle spelas in, men när Cobain sjungit sönder sina stämband under inspelningen av "Lithium" fick inspelningssessionen avslutas redan den 6 april, vilket var tidigare än väntat. Det har uppmärksammats att själva inspelningen av "Lithium" var en av händelserna som låg till grund för den växande klyftan mellan Cobain och Channing. Cobain var inte nöjd med Channings trummande på låten och han tvingades säga till Channing att hålla sig till det sätt han ville att Channing skulle spela på. "In Bloom" hade från början en brygga som Vig valde att ta bort; Novoselic har sagt att Vig skar bort bryggan från masterinspelningen med hjälp av ett rakblad och slängde sedan den bortskurna biten i en papperskorg. Nirvana sade åt Vig att de skulle återkomma och spela in fler låtar med honom när Cobain hade fått tillbaka sin röst, men Vig hörde inte av bandet på ett tag framöver. Istället skapade Nirvana en demoutgivning av de låtar de hade spelat in och denna skickades runt till olika skivbolag, vilket gjorde att bandet blev mer uppmärksammade av dem.
Efter att Nirvana hade blivit signade till DGC Records föreslogs det flera olika producenter för albumet (bland annat Scott Litt, David Briggs och Don Dixon), men Nirvana sade att de ville fortsätta arbeta med Vig. Novoselic har sagt i en intervju att bandet redan var nervösa inför att spela in ett album för ett större skivbolag och att de producenter som föreslogs ville ha en procentsats av intäkterna för sitt arbete. Istället fortsatte Nirvana sitt arbete med Vig, som de kände sig bekväma att arbeta med. Till en kostnad av $65 000 spelades Nevermind in i Sound City Studios i Van Nuys, Kalifornien mellan den 2 till 19 maj 1991. Från början var det tänkt att albumet skulle spelas in i mars till april 1991, men detta datum sköts upp då bandet hade ångest inför att börja spela in Nevermind. För att kunna betala bensinkostnaden för att ta sig till Los Angeles uppträdde Nirvana på OK Hotel i Seattle, Washington den 17 april 1991, där de spelade "Smells Like Teen Spirit" för första gången. Nirvana hade innan själva huvudinspelningen av Nevermind skickat en annan demoutgivning till Vig, som innehöll vissa av låtarna som tidigare spelats in i Smart Studios men även låtar såsom "Smells Like Teen Spirit" och "Come as You Are". Även om ljudet på denna inspelning var väldigt förvrängt, på grund av att Nirvana spelade på en hög volym, kunde Vig ändå urskilja melodin och han kände att särskilt "Smells Like Teen Spirit" hade potential.

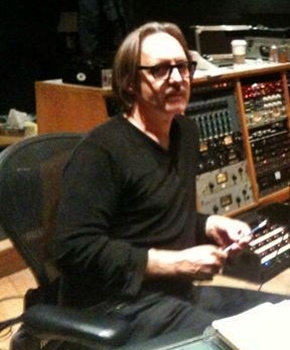
Butch Vig producerade Nevermind.

När Nirvana väl kom fram till Kalifornien tog de några dagar tillsammans med Vig där de gick igenom och förbättrade några av låtarna. Den enda låten som inte spelades in igen i maj 1991 var "Polly", som bandet valde att behålla som den var från inspelningen i Smart Studios året innan och som innehöll cymbalspelande av Channing. När huvudinspelningen av Nevermind väl påbörjades arbetade Nirvana åtta till tio timmar om dagen. De testade på att spela in instrumentslingorna två-tre gånger och om de fortfarande inte var nöjda med resultatet efter dessa försök gick de vidare till att spela in något annat så länge. Nirvana hade övat på låtarna många gånger innan inspelningen påbörjades så det krävdes oftast enbart ett fåtal försök innan de var nöjda med resultatet. Novoselic och Grohl spelade in sitt basspelande respektive sitt trumspelande på några enstaka dagar, men för Cobain tog det längre tid att spela in gitarr och sång. I synnerhet låttexterna var problematiska eftersom de ibland skrevs färdigt enbart några minuter innan inspelningen påbörjades. Cobains frasering var så konsekvent i de olika inspelningarna att Vig bestämde sig för att använda de olika inspelningarna som pålägg. Cobain ville till en början inte använda sig av pålägg, vilket kan ha berott på tidspress. För "In Bloom" fick Vig Cobain att använda sig av dubblering genom att säga att John Lennon hade använt sig av detta. Denna teknik använde sig Vig av även på Grohls sång, som användes som harmonistämma i låten, eftersom han kände att om han redan hade gjort det för Cobains sång kunde han lika väl göra det för Grohls sång också. Inspelningssessionerna gick överlag bra, men Vig har sagt att Cobain blev svår att hantera emellanåt. Vig sade att Cobain kunde arbeta på bra i en timme eller så, men att han sedan gick och satte sig i ett hörn och var tyst nästa timme.
Efter att inspelningarna var klara mixade Vig låtarna i Devonshire Studios i Los Angeles den 20–28 maj 1991. Efter några dagar kände dock både Vig och Nirvana att de inte var helt nöjda med hur låtarna var mixade. De bestämde sig då för att ta in extern hjälp och DGC Records kom ännu en gång med flera förslag på personer, däribland tidigare föreslagne Litt och Ed Stasium. Cobain kände emellertid att om någon av dessa personer togs in för att mixa albumet skulle de ändra på låtarna till att låta som sådant de mixat tidigare. Cobain valde istället ut Andy Wallace, som tidigare varit medproducent på Slayers Seasons in the Abyss, för att mixa albumet och hans namn stod med som ett av de sista på listan DGC Records hade gett dem. Novoselic mindes att han höll med om Cobains beslut att ta in Wallace för att mixa låtarna eftersom han tyckte att Slayers album hade en väldig musikalisk tyngd. Wallace lade ned mycket tid på att justera trummorna i de olika låtarna och han lyckades mixa ungefär en låt om dagen. När Wallace och Vig år senare mindes tillbaka kom de båda ihåg att Nirvana hade älskat Wallaces mixning första gången de hörde den. Efter albumets lansering kritiserade dock bandet mixningen, då de ansåg att den var alldeles för polerad. Cobain har sagt att när han såg tillbaka på Nevermind skämdes han över hur albumet lät och att han ansåg att det lät mer som något Mötley Crüe hade kunnat släppa än ett punkrockalbum.
Nevermind genomgick masteringprocessen på eftermiddagen den 2 augusti 1991 i The Mastering Lab i Hollywood. Howie Weinberg, som var ansvarig för denna process, påbörjade arbetet på egen hand eftersom ingen annan hade dykt upp på utsatt tid. När Nirvana, Wallace och A&R-ansvarige Gary Gersh slutligen kom dit hade Weinberg redan färdigställt större delen av albumet. Den gömda låten "Endless, Nameless", som genomgick masteringprocessen denna dag och som var tänkt att börja spelas efter "Something in the Way", togs av misstag bort från de första tryckningarna av Nevermind. Weinberg har kommenterat det hela med att säga att det enbart var en muntlig överenskommelse att låten skulle komma med i slutet. Han sade även att han kan ha missförstått de instruktioner han fick eller att han glömde skriva ned det, vilket ledde till att ungefär de första 20 000 exemplaren inte hade "Endless, Nameless" på sig. När Nirvana senare lyssnade igenom Nevermind och hörde att låten inte fanns med ringde Cobain till Weinberg och sade åt honom att rätta till sitt misstag. Weinberg gick med på detta och på de senare utgåvorna lade han till "Endless, Nameless" så att den började spelas efter cirka tio minuters tystnad efter det att "Something in the Way" har tagit slut.

## Musik och låttext
Cobain, som skrev de flesta av Nirvanas låtar, använde sig främst av kvintackord på Nevermind och han kombinerade dessa med poppiga melodislingor och disharmoniska gitarriff. Hans mål med albumet var att få det att låta som att "Bay City Rollers ofredades av Black Flag." Många av låtarna på albumet innehåller ett sorts dynamikskifte, vilket innebär att de växlar mellan att ha en lugn och tystlåten vers till att ha en tung och högljudd refräng. Grohl har sagt att de kom fram till denna musikaliska stil cirka fyra månader innan de spelade in Nevermind när de experimenterade med olika sorters dynamikskiften under några jamsessioner. Guitar World har skrivit att Cobains gitarrspelande satte standarden för hela 1990-talets rockmusik. På Nevermind spelade Cobain en Fender Mustang, en Fender Jaguar med DiMarzio-pickup och ett par Fender Stratocaster med humbucker-pickuper. Cobain använde sig även av förvrängda ljud och choruseffekter, då särskilt i låtarna "Come as You Are" och "Smells Like Teen Spirit". Under vissa låtar sänkte Novoselic ned sin elbas till D♭ för att få fram ett unikt basljud.
"Smells Like Teen Spirit" är skriven att spelas i f-moll medan de huvudsakliga gitarriffen består av fyra kvintackord (F5–B♭5–A♭5–D♭5), spelade med en synkopisk sextondelsnot av Cobain. Ibland övergick ackorden till sus-ackord eftersom Cobain spelade på de fyra nedre strängarna på sin gitarr för att ge ljudet en annan volym. Sus-ackorden, vilka varken var i dur eller moll, gjorde att ackordföljden i riffet lät som en ackordföljd i dur av slaget I–IV–♭III–♭VI. Denna ackordföljd har beskrivits som "en tvetydig, harmoniskt förskjuten del" och det har även sagts att det är det asymmetriska med Cobains riff som gör ackordföljden så pass bra. Musikforskaren Graeme Downes, som grundade bandet The Verlaines, ansåg att "Smells Like Teen Spirit" var ett praktexempel på en låt som innehöll både genomföring och variationsform. På "Come as You Are" sänkte Cobain och Novoselic tonarten på sina gitarrer, vilket de även gjorde på "Lithium" och "Drain You", och detta resulterade i att de spelade i e-moll. Cobain använde sig av en effektpedal med märket Electro-Harmonix Small Clone för att ge sitt instrument ett unikt ljud som används under versen och precis innan refrängen. "Come as You Are" innehåller även att av Cobains längsta gitarrsolo. Vig har sagt att Cobain inte brukade spela gitarrsolo, men att det stämde in med låtens melodi i detta fall. Under verserna i "In Bloom" använde sig Cobain av en Mesa Boogie-gitarrförstärkare för att i refrängen istället använda sig av en Fender Bassman-förstärkare, vilket var ett förslag av Vig, för att på så sätt få fram ett tyngre och mer förvrängt ljud. Grohl och Novoselic bestämde sig för att spela sina stycken på ett så enkelt sätt som möjligt; Grohl har sagt att det var en oskriven regel att inte lägga in för många trumslingor i låten medan Novoselic kände att hans roll enbart var att "betjäna" låten.

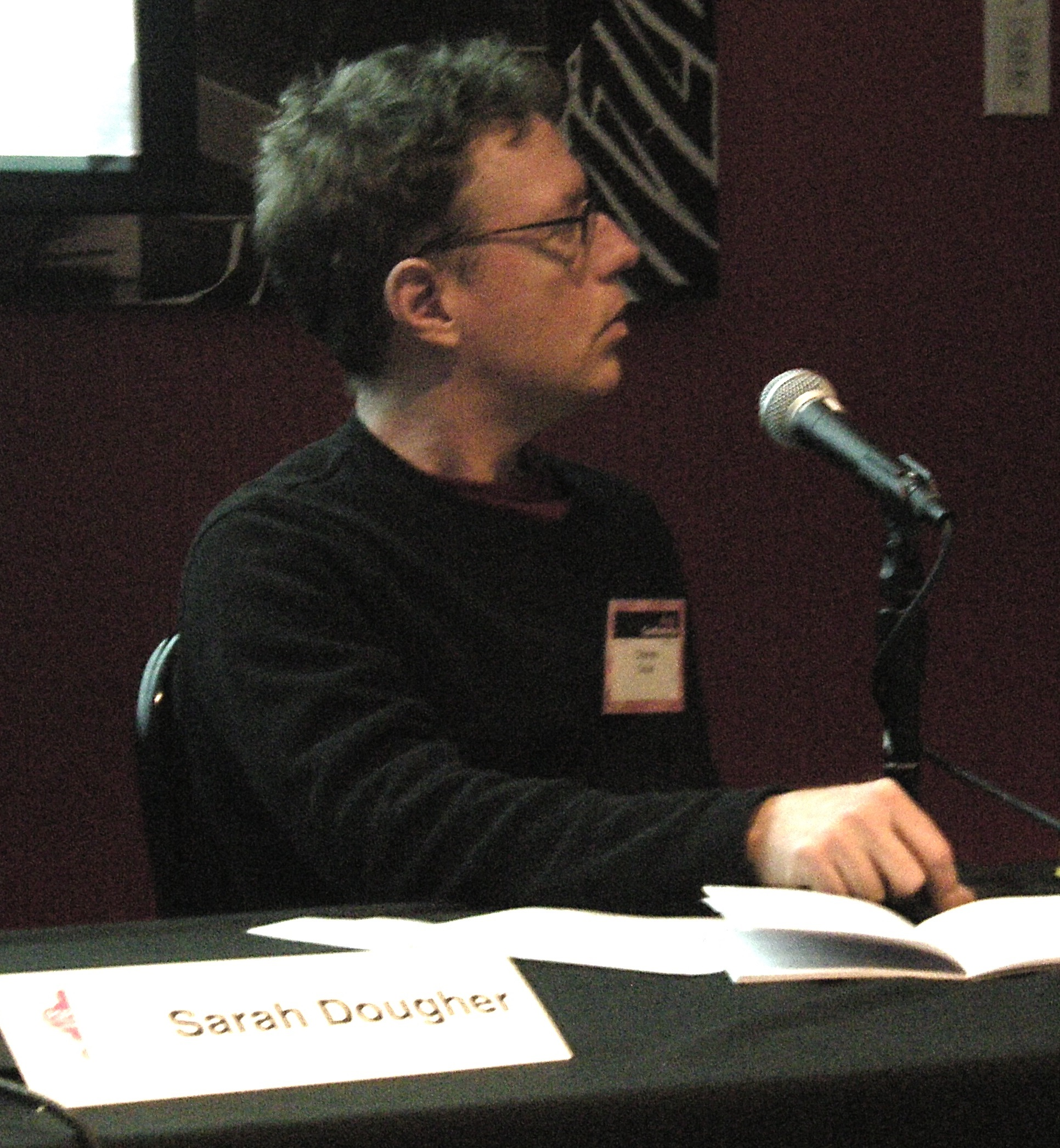
Charles R. Cross hävdade i sin biografi om Kurt Cobain att flera av låtarna på Nevermind handlade om Cobains dysfunktionella förhållande med Tobi Vail.

Cobains filosofi var att melodin kom i första hand och låttexten i andra hand. Cobain arbetade fortfarande med låttexterna när inspelningen av Nevermind hade påbörjats. Dessutom var Cobains frasering svårförstådd på albumet och hans låttexter missuppfattades ofta. Särskilt låttexten till "Smells Like Teen Spirit" var svår för lyssnaren att förstå, dels på grund av den bestod av rappakalja och dels på grund av Cobains sångröst. En del av problemet låg i att musikhäftet som medföljde Nevermind inte innehöll låttexter utöver några specifikt utvalda textrader från de olika låtarna på albumet. Låttexten till "Smells Like Teen Spirit" släpptes sedan i musikhäftet till singeln "Lithium" i juli 1992. Vig har sagt att det viktigaste inte låg i hur Cobains frasering var utan att även om lyssnaren inte riktigt förstod vad han sjöng så förstod lyssnaren att det var extremt intensivt. Flera rockjournalister försökte tolka låttexterna och skrev ned sina egna förslag på vad de trodde Cobain sjöng. Detta gjorde Cobain upprörd och han undrade varför dessa rockjournalister valde att försöka tolka hans låttexter när de nästan alltid hade fel.
Cobain har beskrivit låttexten till "Come as You Are" som motsägelsefull och har sagt att låten handlar om folk i allmänhet och de sätt som dessa förväntas vara på. Catherine J. Creswell skrev i en essä att textraderna klumpas ihop till tomma klichéer och att den påstådda meningen bakom dessa tvingas in i motsägelser och enklare rim. Creswell lyfte speciellt fram textraderna "Take your time, hurry up, the choice is yours, don't be late" för att argumentera för sin sak. Efter Cobains död i april 1994, vilket orsakades av ett hagelgevärsskott, ansåg Mark Deming från Allmusic att när lyssnaren hör Cobain sjunga textraderna "And I swear that I don't have a gun" får detta en helt ny innebörd än vad som var menat när Nevermind först släpptes 1991. Deming menade att när Cobain sjöng dessa textrader ville han övertyga lyssnarna om att han siktade in sig på hela världen istället för på enskilda individer.
Nirvanas levnadstecknare Michael Azerrad beskrev namnet på "Lithium" som en referens till Karl Marx uttryck att "religion är folkets opium". Cobain sade själv att låten handlar om en man som, sedan hans flickvän dött, blir religiös då detta var det enda som kunde hålla honom levande; det var det som hindrade honom från att begå självmord. Även om denna handling var fiktiv har Cobain sagt att han tog med delar av sina egna personliga upplevelser i låten, såsom att vara i en dålig relation med någon eller göra slut med sin flickvän. Cobain har sagt att handlingen i "Lithium" kan vara inspirerad av den tid han tillbringade med sin vän Jesse Reed och hans pånyttfödda, kristna föräldrar. Deming tolkade "Lithium" som att den handlade om någon som vägrade befria sig rent emotionellt från något och att denna person därigenom fick betala ett fruktansvärt pris för sina handlingar.
Cobains låttext för "In Bloom" riktade sig mot de fans som vanligtvis inte lyssnade på undergroundmusik, då dessa personer hade börjat dyka upp på Nirvanas konserter sedan bandet hade släppt sitt debutalbum 1989. Azerrad har skrivit att han tyckte att låttexten passade ännu bättre in för att beskriva den popularitet som bandet fick uppleva i och med lanseringen av Nevermind. Vad det gällde låtens refräng ansåg Azerrad att det geniala med ironin i låttexten var att den var så snärtig att miljoner av människor faktiskt sjöng med till den. Deming ansåg att "In Bloom" var den låt på Nevermind som var starkast influerad av hårdrocken.
Charles R. Cross hävdade i sin biografi om Kurt Cobain att flera av låtarna på Nevermind handlade om Cobains dysfunktionella förhållande med Tobi Vail. Efter att de båda hade gjort slut började Cobain skriva och måla våldsamma verk, i vilka han uttryckte hat mot både sig själv och andra. Även om låtarna som skrevs under denna tid var mindre argsinta fanns det dock en inneboende ilska i dem som saknades i hans tidigare låtar. Cross skrev att från det att Cobain och Vail hade gjort slut, och fyra månader framöver, skrev Cobain sex av sina mest minnesvärda låtar som alla handlade om Vail. Cross hänvisade till två textrader i låten "Drain You" för att argumentera för sin sak: "One baby to another said 'I'm lucky to have met you'" (detta ska Vail ha sagt till Cobain vid ett tillfälle) och "It is now my duty to completely drain you" (vilket symboliserar den makt Vail hade över Cobain i deras förhållande). Enligt Novoselic handlar låten "Lounge Act" om Vail och textraderna "I'll arrest myself, I'll wear a shield" syftar på den K Records-tatuering (där deras logotyp är en sköld med ett K i) Cobain tatuerade på sin arm för att imponera på Vail. Cross skrev dessutom att även om "Lithium" skrevs innan Cobain kände Vail ändrades låttexten om till att handla om henne.

## Albumnamn och förpackning

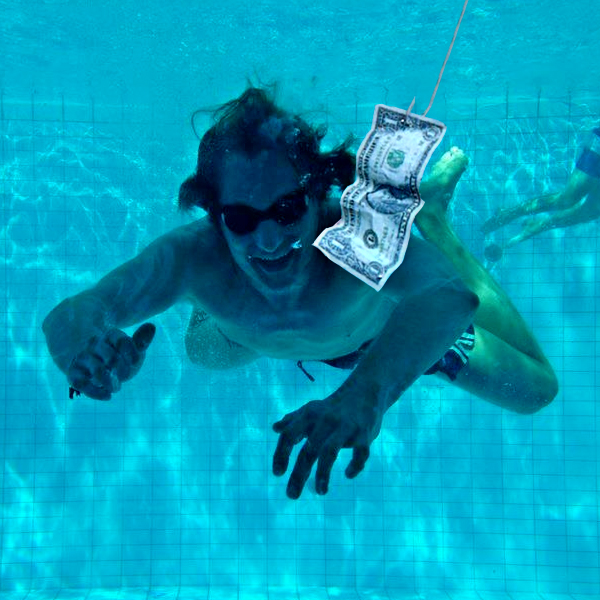
En parodi på skivomslaget. Det riktiga fotografiet togs i Rose Bowl Aquatic Center i Pasadena, Kalifornien av Kirk Weddle och modell var Spencer Elden.

Albumets arbetsnamn, Sheep, var något Cobain kom på som ett internt skämt riktat mot de personer han trodde skulle köpa albumet. I sin dagbok skrev han en falsk marknadsföringsslogan för albumet som löd: "Eftersom du inte vill; eftersom alla andra är." Novoselic har sagt att namnet Sheep var inspirerat av allmänhetens reaktion över Operation Ökenstorm och den cynism bandet kände gällande detta. När albumet sedan var färdiginspelat hade Cobain tröttnat på namnet och han föreslog istället för Novoselic att det nya namnet skulle vara Nevermind. Cobain gillade detta eftersom det reflekterade hans attityd över livet och för att det var språkligt inkorrekt. Den inkorrekta stavningen var ett lyckat resultat som uppkom efter att ett svenskt band som hette Never Mind just släppt en singel med en Joy Division-coverversion, som inte sålde många exemplar utanför Sveriges gränser men som ändå blev omskriven på grund av hyllningen till Ian Curtis. Vid det här laget var Nirvana inte ett väletablerat varumärke, varför man valde samma namn fast med inkorrekt stavning för att fastslå att det inte var Never Mind som släppte en skiva som hette Nirvana.
På skivomslaget av Nevermind syns ett manligt, naket spädbarn. Detta spädbarn är ensamt under vattnet och simmar mot en amerikansk endollarsedel som är fastsatt på en fiskekrok. Cobain har sagt att han kom på idén till skivomslaget när han och Grohl såg på ett TV-program som handlade om vattenförlossningar. Cobain nämnde idén för Geffen Records reklamformgivare Robert Fisher och Fisher fiskade då fram några arkivbilder på vattenförlossningar. Dessa bilder visade sig dock vara för extrema för skivbolaget och dessutom krävde företaget som ägde upphovsrättigheterna till arkivbilderna att de skulle få $7 500 om året för att någon av deras bilder skulle få användas. Istället anlitade Fisher fotografen Kirk Weddle som i sin tur kontaktade sina vänner Renata och Rick Elden. De gick med på att deras tre månader gamla son, Spencer Elden, skulle få användas som modell på skivomslaget och de betalades $200 för detta; Weddle själv fick $1 000 för sina fotografier. Spencer Elden fotograferades i Rose Bowl Aquatic Center i Pasadena, Kalifornien och Weddle tog fem bilder under fotosessionen. Efter att Nirvana hade bestämt sig för vilket fotografi de ville använda på skivomslaget uppstod det en viss oro på Geffen Records eftersom Eldens penis syntes på fotografiet. Geffen Records tog därför fram ett alternativt skivomslag där penisen inte syntes, men Cobain gjorde det klart att den enda sortens censur han gick med på var en klisterlapp över penisen på vilken det stod: "Om du tar illa vid dig av detta måste du vara en smygpedofil." Bland annat Walmart vägrade sälja albumet på grund av dess skivomslag. 2001 placerade Q skivomslaget av Nevermind på plats 3 på deras lista "The 100 Best Album Covers Ever" och 2015 placerade Rolling Stone skivomslaget på plats 7 på listan "The 50 Greatest Album Covers of All Time". I augusti 2021 stämde Elden bandmedlemmarna i Nirvana, Cobains dödsbo, Weddle samt Geffen Records på grund av fotografiet på skivomslaget. Enligt stämningen har Elden lidit "livslång skada" på grund av fotografiet och han hävdade att Nirvana hade överträtt federala stadgar gällande barnpornografi. Eldens stämningsansökan ogillades av domstolen i Kalifornien och fallet gick aldrig till rättegång. Efter en överklagan i december 2023 beslutades det att fallet ändå skulle prövas i domstol.
På baksidan av albumet syns ett fotografi av en konstgjord apa framför ett kollage skapat av Cobain. I kollaget syns saker såsom fotografier av råbiffar från ett reklamblad, bilder från Dante Alighieris Inferno från hans epos Den gudomliga komedin och fotografier på sjukdomssmittade slidor från Cobains samling av medicinska bilder. Cobain har även sagt att om man studerar baksidan noga kan man se en bild av Kiss stående på en skiva biff. Albumhäftet innehöll inga kompletta låttexter utan enbart ett urval av vissa textrader från de olika låtarna, som Cobain satte ihop till en sorts dikt.

## Lansering och marknadsföring

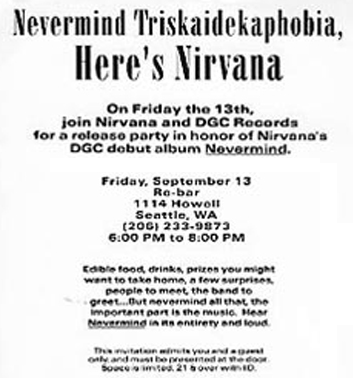
Texten på det flygblad som delades ut inför albumets releaseparty.

Nevermind släpptes den 1 augusti 1991 i Storbritannien, den 23 augusti 1991 i Sverige och den 24 september 1991 i USA. Den första amerikanska skeppningen bestod av 46 251 exemplar, medan 35 000 exemplar skickades till Storbritannien där Bleach hade varit en succé. Huvudsingeln, "Smells Like Teen Spirit", skickades runt till radiostationer i USA från och med den 27 augusti 1991 och singeln släpptes den 10 september samma år. Singeln tog sig från början inte upp på några topplistor och den sålde endast över förväntningarna på de platser i USA där bandet redan var välkända. "Smells Like Teen Spirit" var aldrig tänkt att bli en hitlåt utan den skulle enbart locka till sig fans av alternativ rock, där det istället var "Come as You Are" som var tänkt att bli den stora hitlåten från Nevermind. Dock hörde fler och fler radiostationer över USA talas om låten och de började spelade "Smells Like Teen Spirit" flera gånger om dagen. Danny Goldberg, som arbetade med Nirvana vid tidpunkten, sade att han inte trodde att låten skulle locka till sig mainstreamfans, men att effekten blev omedelbar när låten väl började spelas på radio. Nirvana gav sig ut på en kortare turné fyra dagar innan Nevermind lanserades för att på så sätt marknadsföra albumet. Från början hoppades Geffen Records att Nevermind skulle sälja runt 250 000 exemplar, vilket var samma försäljningssiffra som skivbolaget tidigare hade haft med Sonic Youths Goo. Geffen Records största förhoppningar var att om alla inblandade arbetade hårt kunde Nevermind möjligtvis nå upp till att bli certifierad guld i USA tills september 1992.
Nevermind debuterade på plats 144 på Billboard 200. Hälften av den första skeppningen av Nevermind i USA gick till de nordvästra delarna, där albumet sålde slut väldigt fort och det var omöjligt att få tag på under flera dagar. För att möta efterfrågan ska Geffen Records då ha upphört all annan tryckning av deras andra album för att kunna skeppa ut nya exemplar av Nevermind till området. Nevermind sålde redan bättre än förväntat, men albumet började sälja ännu bättre när "Smells Like Teen Spirit" oväntat nog blev en hitlåt. Musikvideon för "Smells Like Teen Spirit" hade världspremiär på MTV:s program 120 Minutes, som sände alternativa rock-musikvideor under natten, den 29 september 1991, men då musikvideon visade sig vara väldigt populär började MTV att även sända den under dagtid. Vid slutet av 1991 hade "Smells Like Teen Spirit", dess musikvideo och Nevermind blivit stora hits. Både låten och albumet blev ovanligt populära bland de flesta sorters rockfans. Inte långt efter att Nevermind hade släppts certifierades det guld i USA, något som Nirvanas medlemmar verkade ta med ro. Novoselic har sagt att han tyckte det var roligt att albumet certifierades guld, men att han egentligen inte brydde sig om sådana utmärkelser.
När Nirvana gav sig ut på sin Europaturné i början av november 1991 hade Nevermind nått plats 35 på Billboard 200. Denna oväntade succé gjorde att Geffen Records stod helt handfallna eftersom ingen av deras tidigare planerade marknadsföringsstrategier var nödvändiga. Den dåvarande VD:n, Ed Rosenblatt, sade till The New York Times i en intervju att de inte gjorde något för att marknadsföra albumet utan att de bara stod bredvid och lät det sälja sig självt. Nirvana märkte under sin Europaturné att deras konserter alltid var utsålda, TV-kameror fanns överallt på scenen när de uppträdde och att "Smells Like Teen Spirit" spelades hela tiden på både radio och TV.
Nevermind blev det första albumet av Nirvana att ta sig upp på plats 1 på Billboard 200, vilket skedde den 11 januari 1992 när det ersatte Michael Jacksons Dangerous. Vid denna tidpunkt såldes Nevermind i runt 300 000 exemplar i veckan. Månaden efter släpptes den andra singeln, "Come as You Are", och den hamnade som bäst på plats 32 på Billboard Hot 100 och singeln låg kvar på topplistan i 18 veckor. Singeln tog sig även upp på plats 9 på i Storbritannien och plats 24 i Sverige. Den tredje singeln, "Lithium", släpptes i juli 1992 och hamnade som bäst på plats 64 på Billboard Hot 100 och låg kvar på topplistan i 9 veckor. Singeln tog sig upp på plats 11 i Storbritannien. Den sista singeln att lanseras från Nevermind var "In Bloom" som släpptes i november 1992. Singeln nådde som bäst plats 28 i Storbritannien och plats 30 i Sverige. Fastän singeln inte hade någon officiell lansering i USA nådde den ändå upp till plats 5 på Hot Mainstream Rock Tracks.
1996 lanserade företaget Mobile Fidelity Sound Lab Nevermind i LP-format, som en del av deras Anadisq 200-serie, och albumet släpptes då även i CD-format i en 24-karats guldutgåva. LP-utgåvan sålde snabbt slut, men CD-utgåvan trycktes i nya upplagor i flera år framöver. 2011, tjugo år efter albumets ursprungliga lansering, släppte DGC Records och Universal Music Enterprises två olika utgåvor av albumet: en 20th Anniversary Deluxe Edition innehållande två CD och en 20th Anniversary Limited Edition innehållande fyra CD och en DVD. 2021, trettio år efter albumets ursprungliga lansering, släppte Geffen Records och Universal Music Enterprises en 30th Anniversary Edition av Nevermind.

## Mottagande och eftermäle
När Nevermind lanserades fick det främst starka positiva reaktioner. Stephen Thomas Erlewine från Allmusic skrev att albumet gjorde alternativ rock till en mainstreamgenre i början av 1990-talet och att även om albumet inte längre är livsförändrande är det sannerligen livsbejakande, vilket Erlewine anser kan vara ännu bättre. Erlewine gav albumet betyget 5 av 5. Lou Thomas från BBC Music skrev en positiv recension om Nevermind och kallade det för ett riktigt bra mainstream rockalbum. Dock ansåg Thomas att Nevermind hade en viss "MTV-aktig" känsla över sig och att albumet må vara en klassiker, men en bristfällig sådan. Andrzej Lukowski från Drowned in Sound skrev att albumets eftermäle är mycket tack vare "Smells Like Teen Spirit" och att låten än idag kan få folk att tappa hakan. Han skrev även att albumet gick emot allt vad 1980-talet stod för och precis som Erlewine noterade Lukowski att det var tack vare Nevermind som alternativ rock blev en mainstreamgenre i början av 1990-talet. Lukowski gav albumet 8 av 10 i betyg. David Browne från Entertainment Weekly skrev att Nirvana inte försökte låta som alla andra band vid den tidpunkten utan att de hade ett unikt sound, men han skrev även att Nirvana nog aldrig kommer att nå upp till samma försäljningssiffror som Guns N' Roses. Browne gav albumet betyget A-. Joey Esposito från IGN skrev att han ansåg att Grohls trummande på detta album var mycket bättre än det Channing åstadkom på Bleach och han skrev att om man precis har upptäckt Nirvana är detta album det bästa att börja lyssna på. Esposito gav Nevermind betyget 8,5 av 10. Nirvanas levnadstecknare Everett True skrev en väldigt positiv recension för Nevermind i Melody Maker där han hävdade att sedan Nirvana hade släppt Bleach förstod han vilken potential bandet hade och han väntade sig ett album som översteg allas förväntningar, vilket han tyckte att Nevermind gjorde. Jess Harvell på Pitchfork ansåg att Nevermind inte hade samma råhet som Bleach och inte heller samma konstnärlighet som uppföljaren In Utero, men att albumet ändå är unikt på grund av sin poppunkblandning. Harvell gav albumet 10 av 10 i betyg. Rolling Stone har recenserat albumet åtminstone två gånger: en gång när det först släpptes och en andra gång tjugo år senare. Båda recensionerna var positiva och 1991 fick albumet betyget 4 av 5 medan betyget 5 av 5 gavs 2011. Steven Hyden på The A.V. Club ansåg att Nevermind definierade en hel tidsepok, men att albumet ändå inte var särskilt innovativt. Hyden gav Nevermind betyget A.
Nevermind hamnade överst på The Village Voices lista Pazz & Jop över de bästa albumen från 1991 och Robert Christgau beskrev själv detta som en "jordskredsseger". Albumet kom på plats 17 på Rolling Stones lista "The 500 Greatest Albums of All Time" och på plats 32 på Billboards lista över de bästa albumen från 1990-talet. Josh Tyrangiel på Time kallade Nevermind för det bästa albumet från 1990-talet på listan "All-TIME 100 Albums" från 2006 och Pitchfork utsåg albumet till det sjätte bästa från 1990-talet. 2004 hamnade Nevermind på plats 9 på Blenders lista "100 Greatest American Albums of All Time". Q placerade Nevermind på plats 1 på deras lista "Q Readers 100 Greatest Albums Ever" och samma tidskrift har även listat albumet på listorna "The Best 50 CD's of the Last 15 Years" (plats 3), "Q Readers All Time Top 100 Albums" (plats 5), "Q Readers Best Albums Ever" (plats 3) samt att Nevermind placerade sig som ett av albumen på listan "In Our Lifetime: Q's 100 Best Albums" och att det nominerades av Q som ett av tio album på listan "Album of the Year" 1991, där vinnaren av utmärkelsen var Massive Attacks Blue Lines. 2015 placerade Spin Nevermind på plats 1 på listan "The 300 Best Albums of the Past 30 Years (1985–2014)". 2006 utsåg läsarna av Guitar World albumet till det åttonde bästa albumet på listan "100 Greatest Guitar Recordings" och samma år placerade Kerrang! Nevermind på plats 4 på sin lista över de 50 bästa punkrockalbumen någonsin. 2004 antog USA:s kongressbibliotek Nevermind i deras National Recording Registry, som är menat att samla ljudupptagningar som anses vara kulturellt, historiskt och/eller estetiskt viktiga för att kunna skildra USA:s historia. Nevermind certifierades för både guld och platina i USA i november 1991 av Recording Industry Association of America och för diamant i mars 1999. Albumet har även certifierats för diamant i både Kanada och Frankrike. I Sverige har Nevermind certifierats för guld.
2005 gjordes en dokumentär om inspelningen av albumet i serien Classic Albums.

## Låtlista
Alla låtar är skrivna och komponerade av Kurt Cobain, om inte annat anges. 
| Nr           | Titel                                                                            | Kompositör                          | Längd |
| ------------ | -------------------------------------------------------------------------------- | ----------------------------------- | ----- |
| 1.           | Smells Like Teen Spirit                                                          | Cobain, Krist Novoselic, Dave Grohl | 5:01  |
| 2.           | In Bloom                                                                         |                                     | 4:14  |
| 3.           | Come as You Are                                                                  |                                     | 3:39  |
| 4.           | Breed                                                                            |                                     | 3:03  |
| 5.           | Lithium                                                                          |                                     | 4:17  |
| 6.           | Polly                                                                            |                                     | 2:57  |
| 7.           | Territorial Pissings (innehåller låttext från "Get Together" av The Youngbloods) | Cobain, Chet Powers                 | 2:22  |
| 8.           | Drain You                                                                        |                                     | 3:43  |
| 9.           | Lounge Act                                                                       |                                     | 2:36  |
| 10.          | Stay Away                                                                        |                                     | 3:32  |
| 11.          | On a Plain                                                                       |                                     | 3:16  |
| 12.          | Something in the Way (innehåller gömd låt)                                       | Cobain, Mark Lanegan                | 3:55  |
| Total längd: | Total längd:                                                                     | Total längd:                        | 42:35 |

### Gömd låt
Låten "Endless, Nameless" (6:44) finns med på vissa versioner av albumet. Låten (som är skriven av Cobain, Novoselic och Grohl) kom till under den första inspelningsdagen av "Lithium" när Cobain blev väldigt frusterad över att det tog så lång tid att få allt att stämma med låten. Han och de andra bandmedlemmarna bestämde sig då för att jamma istället och de testade på en instrumentell låt de hade arbetat med tidigare. Detta jam spelades in av Vig och döptes senare till "Endless, Nameless".

## Medverkande
- Kurt Cobain – sång, sologitarr och fotografi (skrivet som Kurdt Kobain vid Monkey Photo)
- Krist Novoselic – elbas och sång (skrivet som Chris Novoselic)
- Dave Grohl – trummor och sång (skrivet som David Grohl)

### Övriga medverkande
| - Chad Channing – cymbaler på "Polly" och trummor på The Smart Studio Sessions - Kirk Canning – cello på "Something in the Way" - Butch Vig – producent och inspelningstekniker - Craig Doubet – teknikassistent och mixning - Andy Wallace – mixning - Robert Fisher – illustration och design - Michael Lavine – fotografi - Kirk Weddle – fotografi - Jeff Sheehan – teknikassistent - James Johnson – teknikassistent | - Howie Weinberg – mastering - Gary Gersh – A&R - Spencer Elden – modell på skivomslaget - Bob Ludwig – mastering på 20th Anniversary Deluxe Edition - Ryan Rogers – design på 20th Anniversary Deluxe Edition - Richard Weedon – fotografi på 20th Anniversary Deluxe Edition - Chris Cuffaro – fotografi på 20th Anniversary Deluxe Edition - Steve Gullick – fotografi på 20th Anniversary Deluxe Edition - Jay Brown – fotografi på 20th Anniversary Deluxe Edition |

## Topplistor
| Land eller världsdel | Högsta listplacering |
| -------------------- | -------------------- |
| Australien           | 2                    |
| Belgien              | 7                    |
| Finland              | 1                    |
| Frankrike            | 5                    |
| Italien              | 20                   |
| Japan                | 24                   |
| Kanada               | 1                    |
| Mexiko               | 43                   |
| Nederländerna        | 3                    |
| Norge                | 2                    |
| Nya Zeeland          | 2                    |
| Schweiz              | 2                    |
| Spanien              | 12                   |
| Storbritannien       | 5                    |
| Sverige              | 1                    |
| Tyskland             | 3                    |
| USA                  | 1                    |
| Österrike            | 2                    |

## Certifikat
| Land eller världsdel | Certifikat |
| -------------------- | ---------- |
| Belgien              | 3× platina |
| Brasilien            | Platina    |
| Finland              | Guld       |
| Frankrike            | Diamant    |
| Italien              | Platina    |
| Kanada               | Diamant    |
| Polen                | Platina    |
| Schweiz              | Platina    |
| Storbritannien       | 5× platina |
| Sverige              | Guld       |
| Tyskland             | 2× platina |
| USA                  | Diamant    |
| Österrike            | Platina    |